# Discathon
Discathon är en frisbeesport som går ut på att löpa en drygt kilometerlång bana i parkmiljö samtidigt som man växelvis kastar två frisbees som ska passera vissa portar, till exempel träd försedda med pilar.